# Terra preta
Terra preta (derivat del portuguès: “terra negra”, el nom complet en portuguès del Brasil és Terra preta do indio és un tipus de sòl antropogènic, fet pels amerindis brasilers, a la zona de l'Amazònia. El nom de terra preta es deu a l'alt contingut de carbó vegetal i altres substàncies orgàniques que els amerindis van incorporar a aquests sòls que, en estat natural, són relativament infèrtils. Un tipus de sòl antropogènic no tan transformat de l'Amazònia, de color bru, es coneix com a Terra mulata.
Molts sòls de la terra baixa en els tròpics humits, en estat natural, com per exemple l'oxisol, resulten massa poc fèrtils per a sostenir l'agricultura a llarg termini. Als tròpics humits la descomposició de la matèria orgànica és molt ràpida per les altes temperatures, molta pluja i la manca de minerals que estabilitzin el sòl. La terra preta de creació humana, en canvi, resulta fèrtil d'una manera sostenible. El carbó vegetal, provinent de la combustió incompleta de material orgànic, és essencial per a aquest efecte. La terra preta conté 70 vegades més carbó vegetal que les terres que l'envolten. Per la seva estructura aromàtica policíclica el carbó vegetal és microbiològicament estable i persisteix en el medi ambient durant segles.
El carbó vegetal prové de la fusta que es fa servir per a cuinar; altres materials que es van incorporar al sòl inclouen fragments de ceràmica, matèria orgànica provinent de residus vegetals, fems, espines de peixos, ossos d'animals i altres que proporcionen la diversitat d'elements necessaris per a la fertilitat del sòl: nitrogen, fòsfor, potassi, calci, zinc, manganès, etc.
L'origen de la terra preta és precolombí, entre 450 aC. i 950 dC. La fondària de la terra preta pot arribar a 2 metres. Es troba en extensions de 20 a 350 hectàrees i s'estima que a l'Amazonia central ocupa un total d'unes 50.000 hectàrees.